# Tolvaptan
Tolvaptan es un medicamento de uso hospitalario que se emplea en el tratamiento de la hiponatremia (disminución del nivel de sodio en sangre) causada por el síndrome de secreción inadecuada de la hormona antidiurética y en pacientes que presentan una cirrosis avanzada para disminuir la posibilidad de una encefalopatía hepática, aunque es menos frecuente este uso. Su uso fue aprobado por la FDA de Estados Unidos el 19 de mayo de 2009, lo fabrica la empresa Otsuka Pharmaceutical Co. que lo comercializa bajo la marca Samsca en la mayor parte del mundo.

## Mecanismo de acción
Es un antagonista selectivo del receptor de vasopresina 2, bloqueando por lo tanto la acción de la vasopresina y aumentando la eliminación de agua por la orina, disminuyendo la osmolaridad de la orina y favoreciendo el aumento de la concentración de sodio en sangre. Se muestra por tanto eficaz para combatir la disminución de los niveles de sodio en sangre causados por el síndrome de secreción inadecuada de hormona antidiurética.

## Posología y administración
Se recomienda realizar el tratamiento en un centro hospitalario para un control periódico de los niveles de sodio en sangre y volemia. La dosis inicial recomendada es 15 mg por vía oral una vez al día, con ajustes posteriores.

## Efectos secundarios
Los efectos secundarios observados con más frecuencia son: Sensación de sed, sequedad de boca, orinar a menudo y mucha cantidad (poliuria), sensación de cansancio y episodios de taquicardia ventricular. Debido a que puede causar daño hepático se recomienda limitar la duración del tratamiento a 30 días y no utilizarlo en pacientes con enfermedad previa del hígado.